# Erich Feldmann (Pädagoge)
Erich Emil Feldmann (* 17. Mai 1893 in Elberfeld; † 19. September 1978 in Bonn) war ein deutscher Philosophiehistoriker und Pädagoge. Er gilt als Begründer der deutschen Kommunikationswissenschaft.

## Leben
Erich Feldmann wurde als Sohn des Fabrikbesitzers Emil Feldmann 1893 in Elberfeld geboren. Er studierte von 1911 bis 1914 an der Universität Bonn Philosophie, Pädagogik, Psychologie, Geschichte und Germanistik. 1919 wurde er bei Adolf Dyroff mit einer philosophiegeschichtlichen Arbeit zu Joseph Neuhäuser in Bonn promoviert. Von 1922 bis 1924 war er Dozent am Deutschen Institut für wissenschaftliche Pädagogik in Münster. Feldmann leitete ab dem 1. Mai 1925 als Professor für Pädagogik das Pädagogische Institut in Mainz, das (angeschlossen an die TH Darmstadt) für die Lehrerbildung in Hessen zuständig war. Mit seinem Mitarbeiter und dem Leiter des Instituts für Psychologie, Jugendkunde und Heilerziehung Erich Stern bemühte sich Feldmann um die Zusammenlegung der beiden Institute zu einer Fakultät, was aber erst ohne ihr Zutun 1947 erfolgte. Seit 1929 war Feldmann Privatdozent an der Universität Bonn. 1932 gründete er das Institut für Völkerpädagogik in Mainz. Im Dezember 1933 wurde das Pädagogische Institut in Mainz durch die nationalsozialistische Regierung aufgelöst und Feldmann in den Ruhestand versetzt, am 7. Dezember 1933 wurde er entlassen. Feldmann gehörte einige Zeit der katholischen Deutschen Zentrumspartei an, trat jedoch 1934 dem NS-Lehrerbund und der SA bei und war danach als Schulungsreferent für NS-Organisationen tätig. Er gehörte auch der Deutschen Arbeitsfront sowie dem NS-Dozentenbund an. Am 9. Juni 1937 beantragte er die Aufnahme in die NSDAP und wurde rückwirkend zum 1. Mai desselben Jahres aufgenommen (Mitgliedsnummer 4.389.221); in der SA stieg er 1939 bis zum Hauptsturmführer auf.
1933 hatte er einen Lehrauftrag an der Philosophischen Akademie Braunsberg. 1939 wurde er Dozent in Bonn. 1940 wurde Feldmann außerplanmäßiger Professor für Philosophie und Pädagogik an der Universität Bonn. Dort lehrte er auch zur Wehrerziehung.
Feldmann hielt einige Vorträge im Rahmen der vom Rektor der Universität Bonn, Karl F. Chudoba, initiierten Vortragsreihe „Kriegsvorträge der Universität Bonn“. Er gehörte zu einer kleinen Gruppe von Professoren um Chudoba (zu der auch Kurt Tackenberg gehörte), die Anfang 1945, nach Schließung der Universität zum WS 1944/45, vor den anrückenden Alliierten mit Chudobas als kriegswichtig angesehenem Mineralogisch-petrologischen Institut nach Göttingen umsiedelten. Dort wurde auch noch nach der Besetzung Bonns durch US-amerikanische Truppen an der Verwaltung mit Bildung eines eigenen, autarken Rektorats festgehalten, obwohl durch den vor Ort in Bonn gebliebenen Prorektor Theodor Brinkmann bereits Verhandlungen mit den Besatzern zur Fortführung des Universitätsbetriebes geführt wurden.
Nach Ende des Zweiten Weltkrieges wurde er zunächst entlassen, erhielt aber 1950 erneut einen Lehrauftrag an der Universität Bonn (für „Geschichte des Bildungswesens“), den er bis zu seiner Pensionierung 1958 innehatte. 1953 gründete er die Deutsche Gesellschaft für Film- und Fernsehforschung (später Deutsche Gesellschaft für Kommunikationsforschung), deren Vorsitz er ab 1959 für einige Jahre bekleidete. Seine weitere wissenschaftliche Arbeit widmete er dem Phänomen der Massenmedien, insbesondere Film und Fernsehen. Feldmann starb am 19. September 1978 in Bonn.
Feldmann war seit 1925 in erster Ehe mit Käthe Bertram verheiratet. 1967 heiratete er Johanna Dietz.

## Ehrungen
- Mitglied der Akademie gemeinnütziger Wissenschaften zu Erfurt, 1927[10]
- Großes Bundesverdienstkreuz, 1963

## Schriften (Auswahl)
- Erich Feldmann: Die Logik des Philosophen Josef Neuhäuser : Ein Beitr. zur Geschichte d. Aristoteles im 19. Jh. Dissertation, Bonn 1920, DNB 57330954X.
- Erich Feldmann, Hans Hoffmann: Denkschrift zur Neugestaltung der Lehrerbildung : Das Pädagog. Institut Mainz. G. Braun, Karlsruhe 1925, DNB 579797694.
- Erich Feldmann: Die Kriegführung Großbritanniens : Wehrpolitische Betrachtungen zum gegenwärtigen Kriege. In: Kriegsvorträge der Rheinischen Friedrich-Wilhelms-Universität Bonn. 7. Heft. Universität Bonn, Bonn 1940, DNB 579797708.
- Erich Feldmann: Theorie der Massenmedien. Presse, Film, Funk, Fernsehen. Reinhardt, München und Basel 1962, DNB 451231147.
- Film und Fernsehen im Spiegel der Wissenschaft : Abhandlungen, Anlässl. d. 10jähr. Bestehens d. Dt. Gesellschaft f. Film- u. Fernsehforschung. In: Erich Feldmann u. Ernst Meier (Hrsg.): Neue Beiträge zur Film- und Fernsehforschung. Band 5. Bertelsmann, Gütersloh 1963, DNB 451264886.
- Erich Feldmann: Neue Studien zur Theorie der Massenmedien. Reinhardt, München und Basel 1969, DNB 456606106.